# Fish Tank
Fish Tank és una pel·lícula britànica del gènere drama dirigida per Andrea Arnold. La pel·lícula va guanyar el premi del jurat al Festival de Cannes del 2009.

## Argument
La història se centra en la vida moderna a Gran Bretanya en l'actualitat, Mia Willams (interpretada per Katie Jarvis) una jove de 15 anys lliura una batalla perduda contra la vida. Al no sentir-se compresa, Mia odia a la seva família, als seus companys adolescents i el medi ambient que l'envolta. Mia es troba desil·lusionada i enutjada amb la vida. Quan se li pregunta com era el seu animal favorit del promès de la seva mare, Connor (interpretat per Michael Fassbender, ella respon ràpidament "un tigre blanc": "un animal que, quan està engabiat, captura perfectament la repressió i la frustració que atabala dia a dia a Mia". Al llarg de la història, Mia en sentir-se protegida i escoltada pel promès de la seva mare en comença a sentir atracció, i fins i tot el mateix Connor arriba a tenir un sentiment especial cap a Mia. No obstant això, amb el transcurs dels fets, la qual cosa semblava ser realment de grat per a Mia, i acaba en una desil·lusió més en la seva vida.

## Repartiment
- Katie Jarvis: Mia Williams
- Michael Fassbender: Connor O'Reily
- Kierston Wareing: Joanne Williams
- Rebecca Griffiths: Tyler Williams
- Harry Treadaway: Billy
- Sydney Mary: Keira O'Reily
- Sarah Bayes: Keely

## Premis

### BAFTA
| Any  | Categoria                             | Pel·lícula         | Resultat   |
| ---- | ------------------------------------- | ------------------ | ---------- |
| 2009 | Millor Actriu                         | Katie Jarvis       | Candidata  |
| 2009 | Millor Pel·lícula Anglesa Independent | Fish Tank          | Guanyadora |
| 2009 | Millor Director                       | Andrea Arnold      | Candidata  |
| 2009 | Millor Actor secundari                | Michael Fassbender | Candidat   |
| 2009 | Millor Actriu secundària              | Kierston Wareing   | Candidata  |
| 2009 | Millor Guió Original                  | Andrea Arnold      | Candidata  |